# Вулиця Віталія Шимановського
Ву́лиця Віта́лія Шимано́вського — вулиця в Дніпровському районі міста Києва. Сполучає проспект Георгія Нарбута з базою відстою пасажирських вагонів залізничної станції Микільська Слобідка.

## Історія
Вулиця виникла у середині XX століття як безіменний проїзд. Сучасна назва на честь члена-кореспондента НАН України Віталія Шимановського — з 2005 року.

## Установи та заклади
- Український інститут сталевих конструкцій імені В. М. Шимановського (буд.2/1)

## Зображення

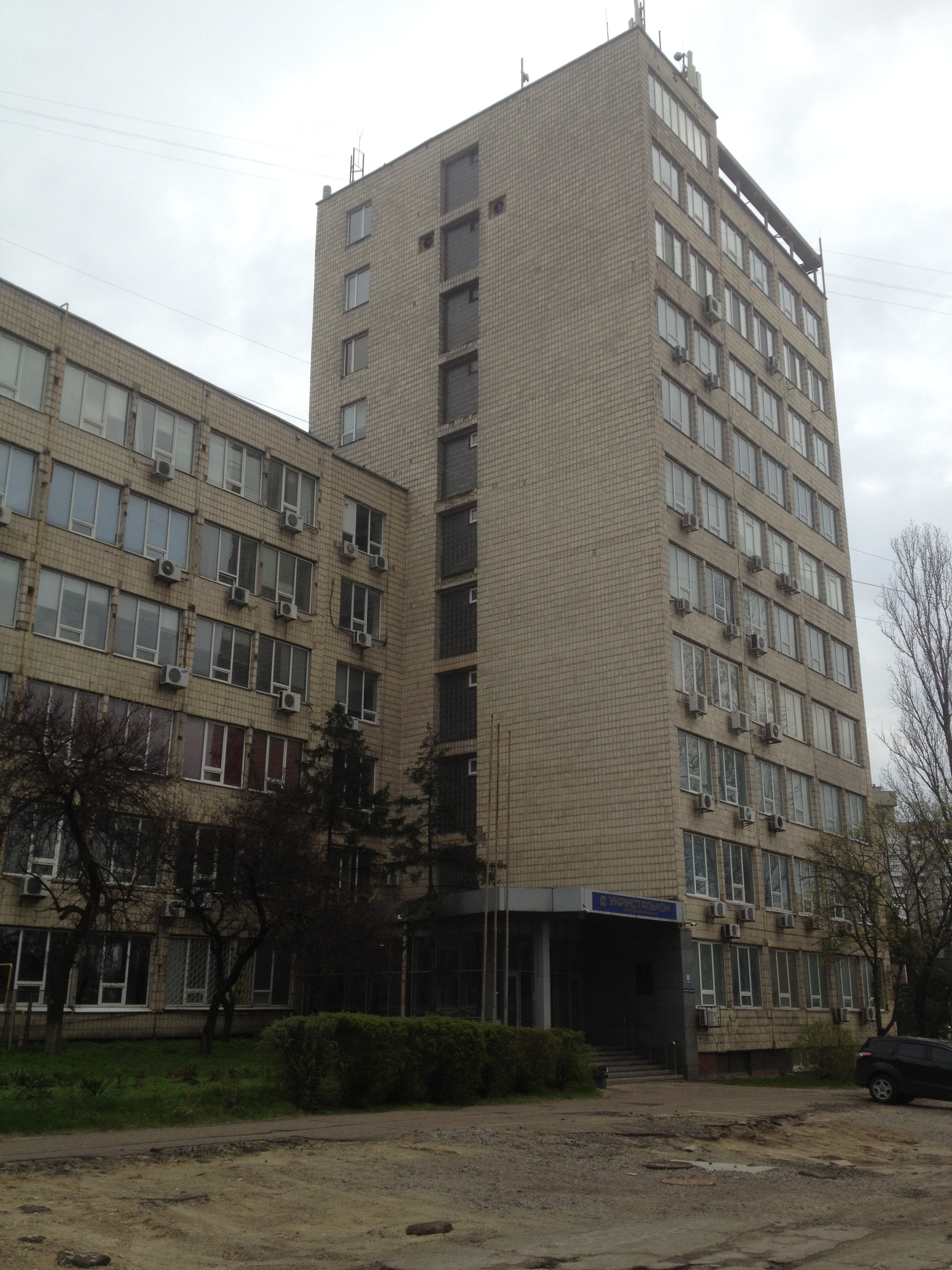
Український інститут сталевих конструкцій імені В. М. Шимановського
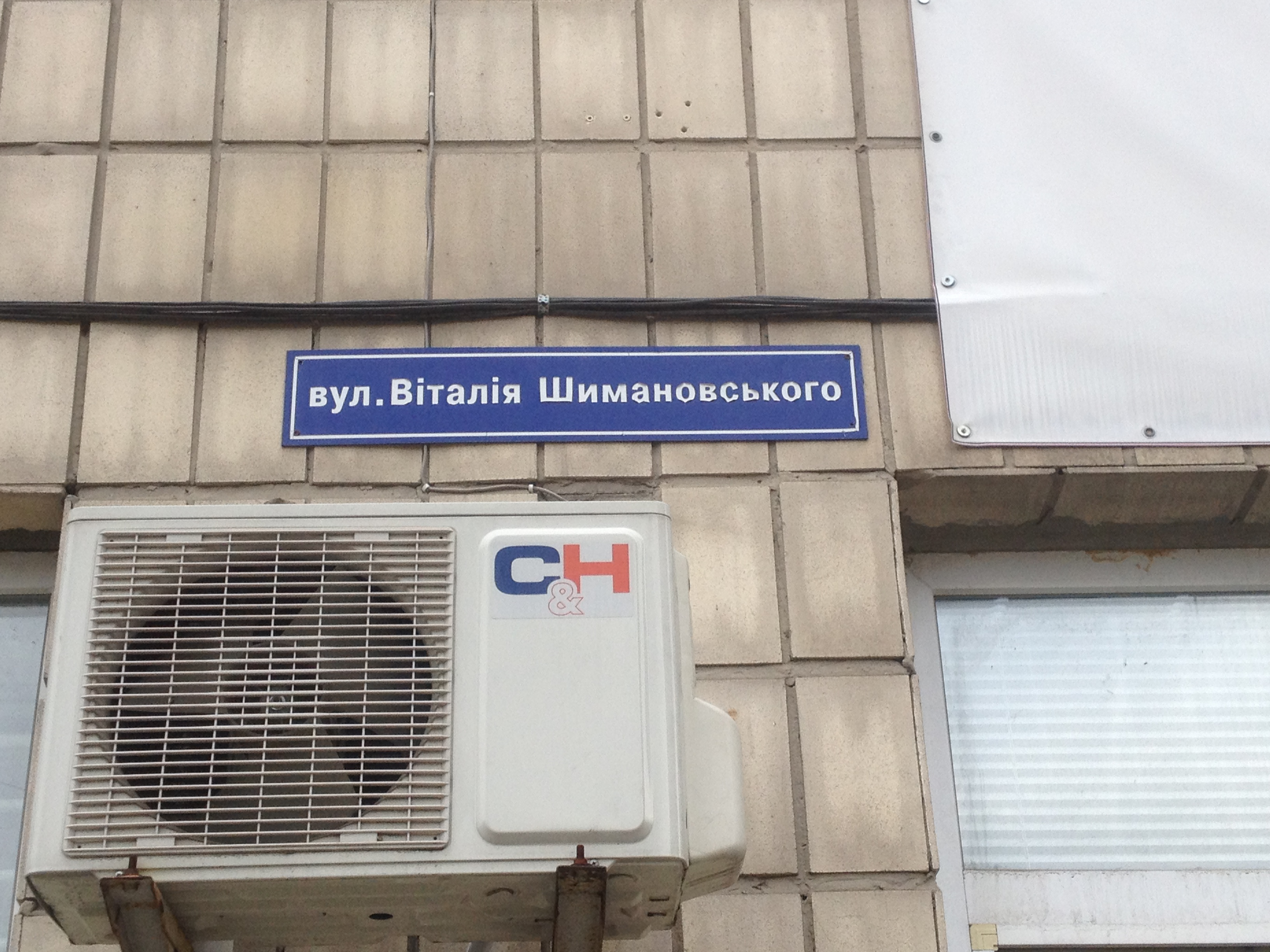
Адресна табличка
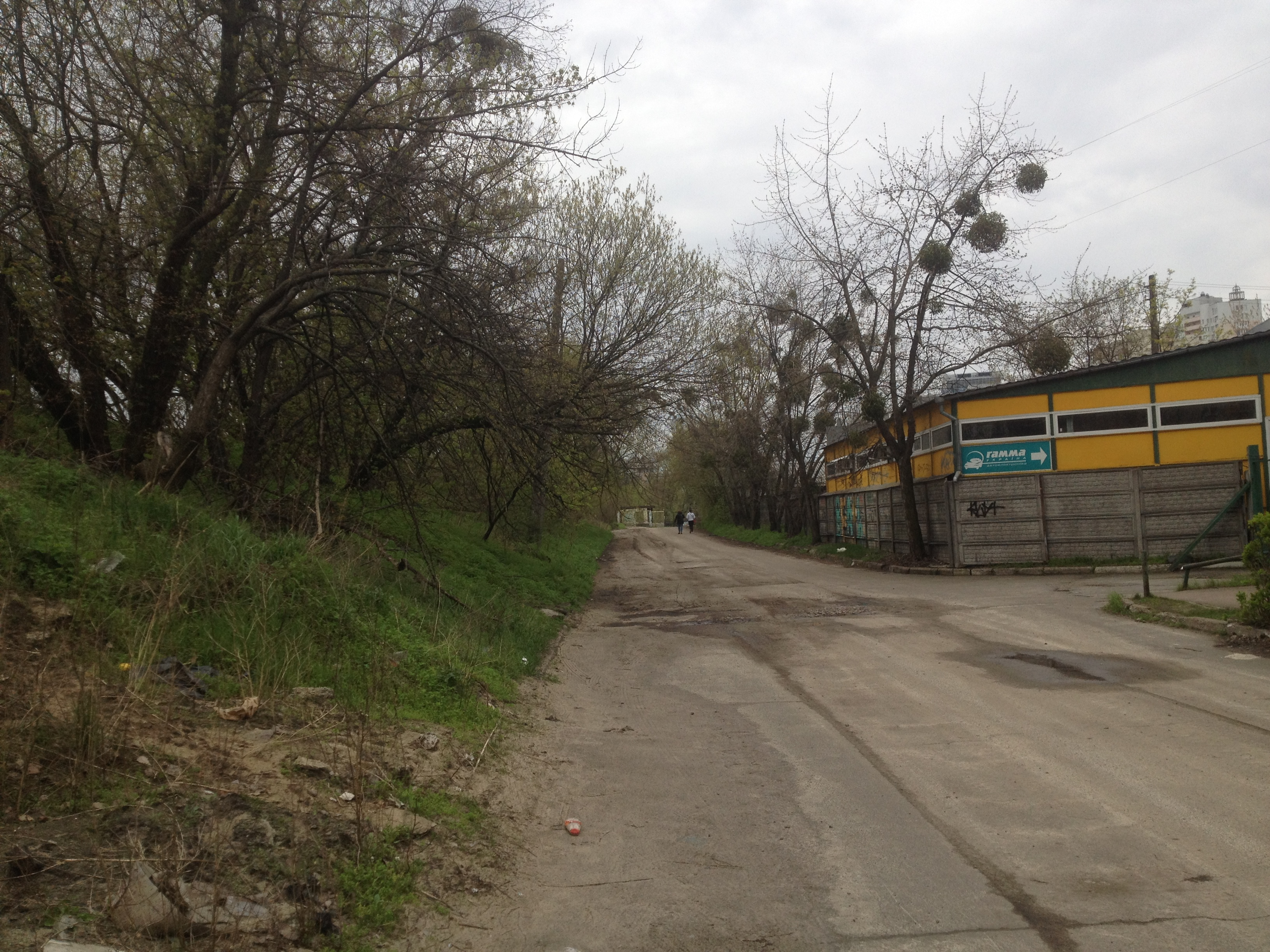
Кінцевий відрізок вулиці
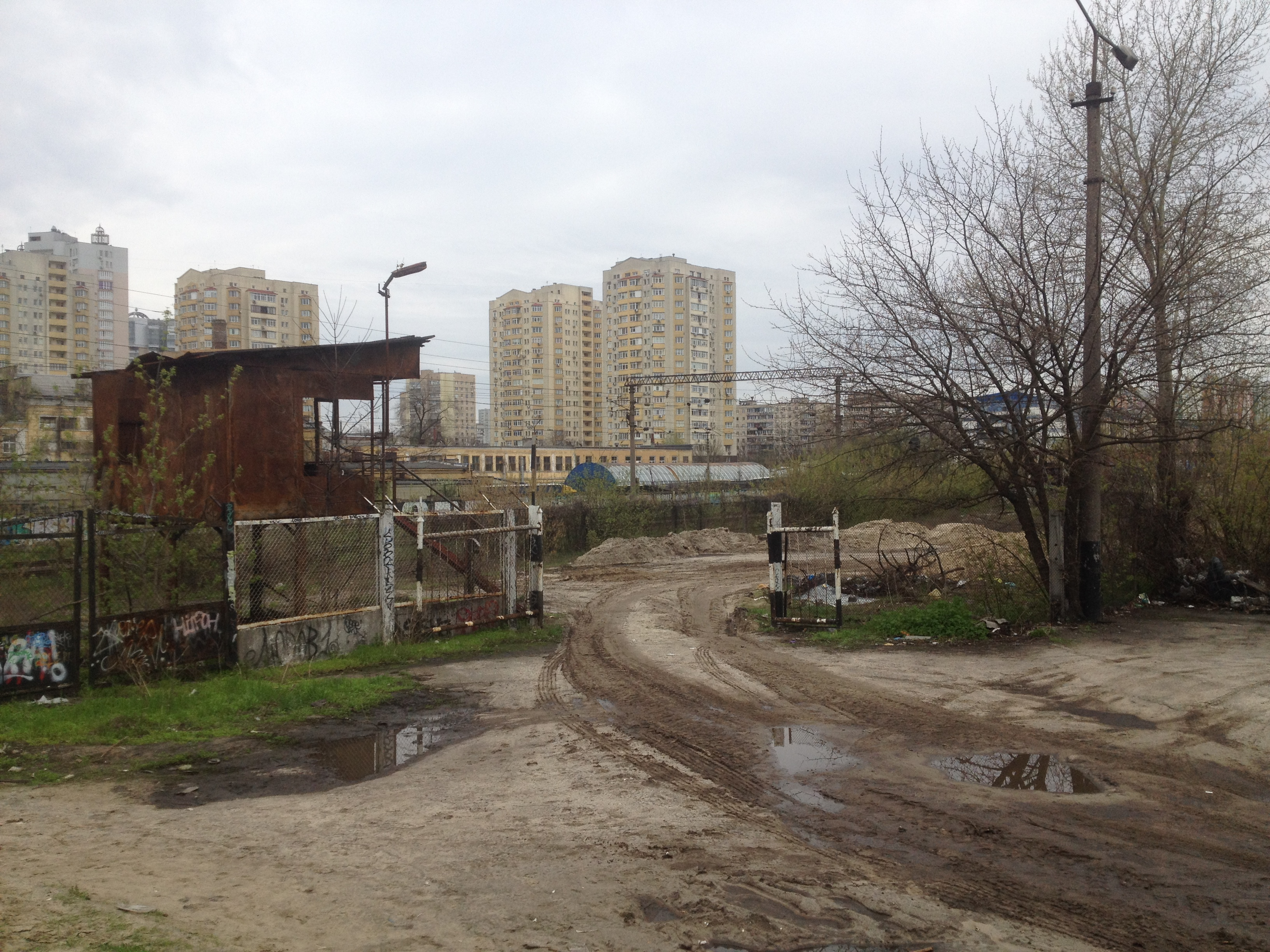
В'їзд до бази відстою станції Київ-Дніпровський
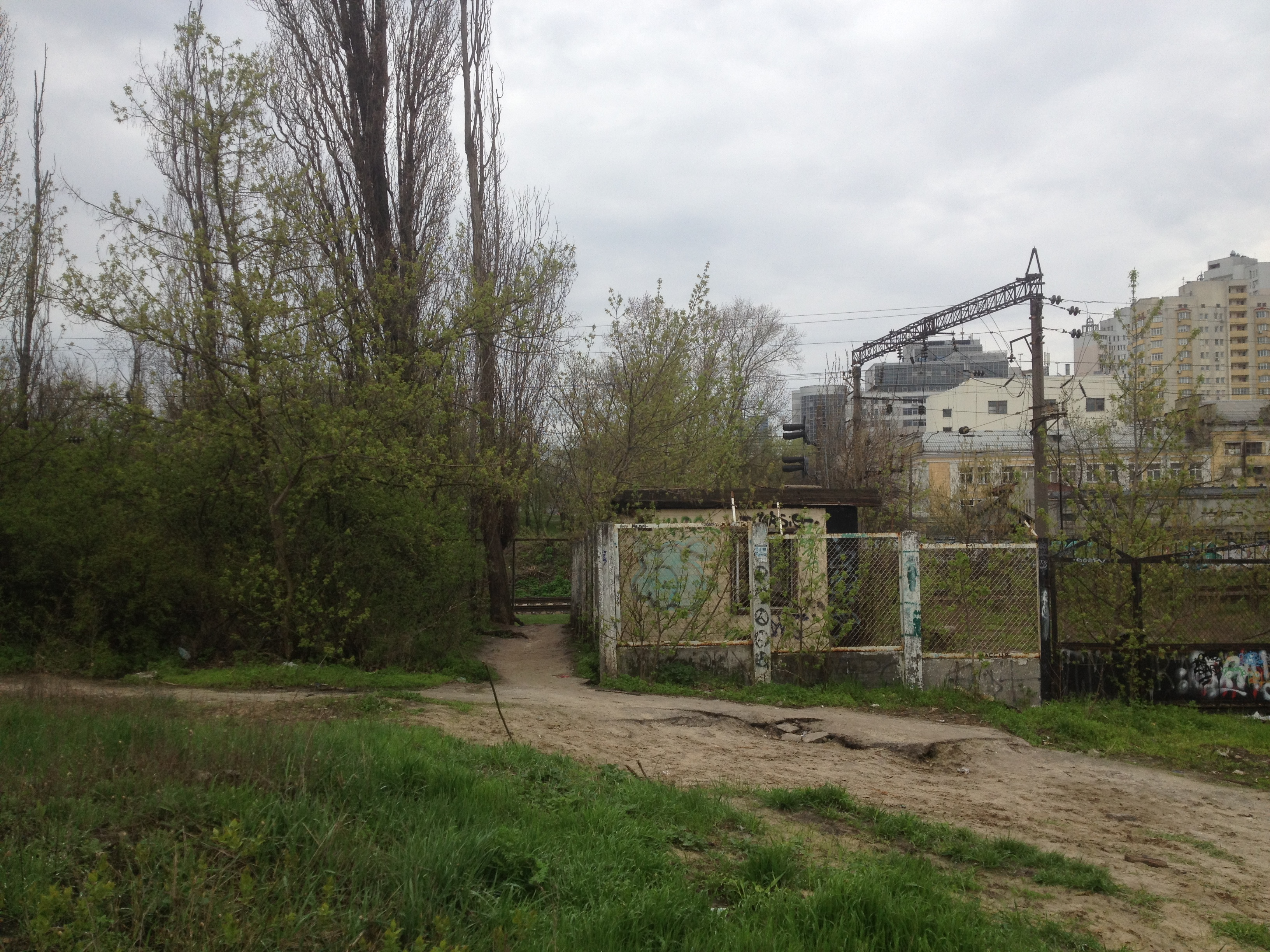
Прохід до колій в кінці вулиці
Графіті